# Abric Romaní
L'Abric Romaní és un jaciment arqueològic localitzat als Cingles del Capelló, en un massís de travertí que travessa la Serralada Prelitoral Catalana, sobre el qual s'assenta el nucli de Capellades, declarat bé cultural d'interès nacional.
El jaciment es troba a uns 350 metres sobre el nivell del mar i uns 60 metres per sobre del llit del riu Anoia. El jaciment arqueològic se situa cronològicament en el Paleolític mitjà i s'ha datat mitjançant els sistemes de C14 i urani/teli, i comprèn una forquilla cronològica que abraça des des de fa 70.000 anys, al llit geològic del jaciment, fins a uns 39.000 abans del present, i és ocupat genuïnament per part d'Homo neanderthalensis.

## Descoberta

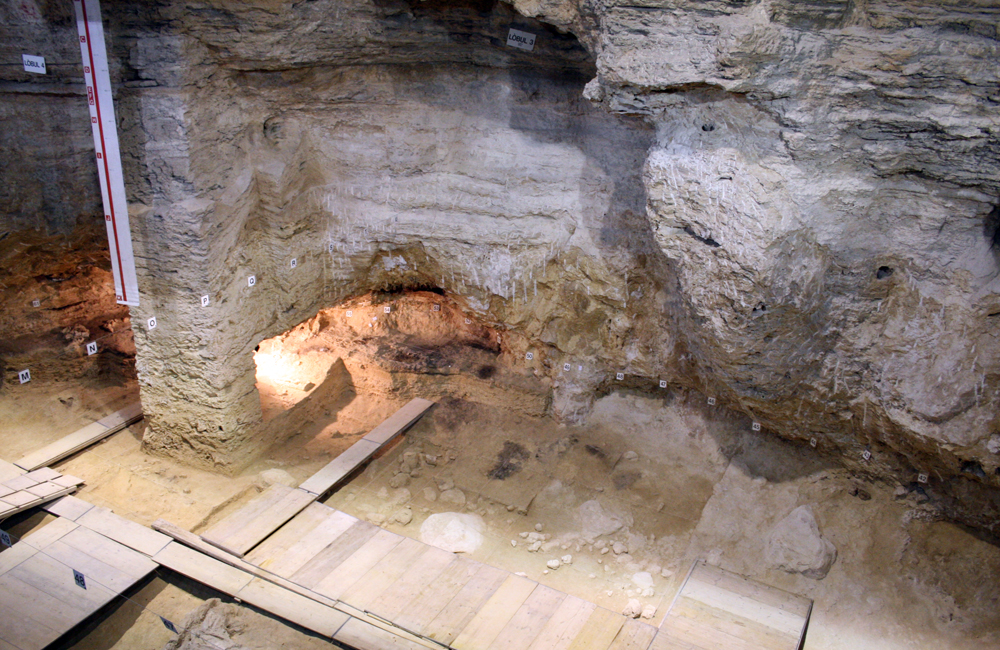
Vista general de l'abric Romaní

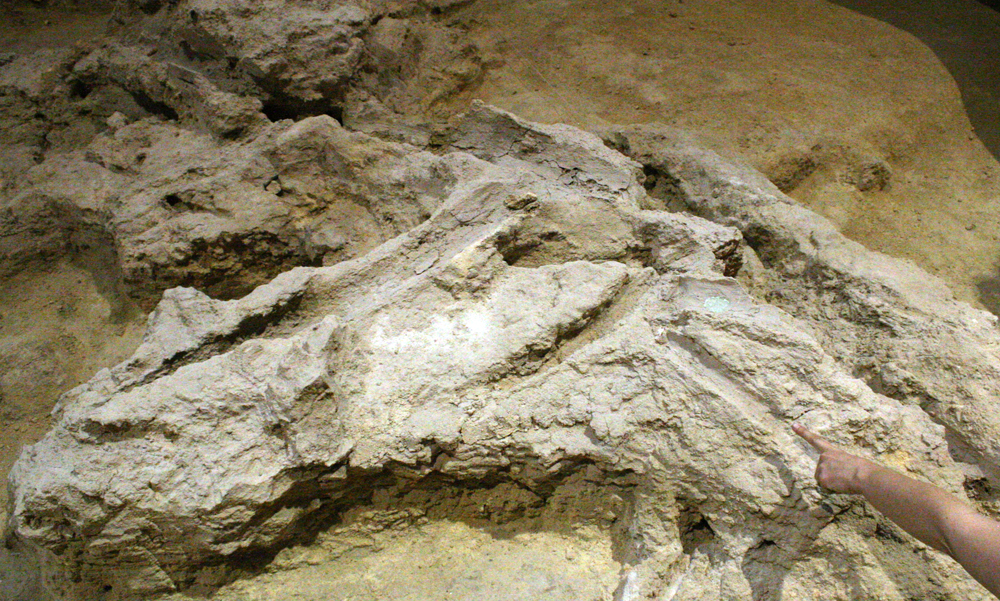
Motllures naturals de travertí d'elements de fusta que daten del Paleolític mitjà

Durant els segles xiv i xv, aquest jaciment va ser explotat com a pedrera, funció que va canviar al segle xix: l'espai que ocupa l'abric Romaní es feia servir com a cementiri i era conegut com la Balma del Fossar Vell, fins que l'any 1909 va ser descobert per l'arqueòleg de Capellades Amador Romaní, i s'hi varen iniciar les tasques d'excavació, desplaçant-ne les restes mortals cap al cementiri de Capellades. La primera intervenció hi va ser patrocinada per l'Institut d'Estudis Catalans i dirigida per Norbert Font i Sagué, conjuntament amb Lluís Maria Vidal. Aleshores, es varen realitzar diverses campanyes d'excavacions que es varen perllongar fins a la mort d'Amador Romaní l'any 1930. D'aquestes excavacions, es va poder extreure l'única informació estratigràfica pertinent a un nivell del Paleolític superior, i a més a més es varen localitzar altres jaciments a la mateixa cinglera. Una altra fase d'excavacions es va fer entre les dècades de 1950 i 1960 per la mà d'Eduard Ripoll i Henry de Lumley i va cristal·litzar en diversos sondejos al centre de l'abric. En la dècada de 1980, el Centre de Recerques Paleoecosocials va reprendre les excavacions i des de l'any 1989, l'equip de l'Àrea de Prehistòria de la Universitat Rovira i Virgili de Tarragona, a càrrec d'Eudald Carbonell, s'encarrega dels treballs d'investigació del jaciment.

## Formació del jaciment
Es tracta d'un dipòsit de 17 metres de potència amb 27 nivells arqueològics que s'han definit a partir de les observacions fetes en el pou Romaní. Pel que respecta als ambients de formació del dipòsits geològics del jaciment, s'han pogut diferenciar cinc fases sedimentològiques, que de sostre a base són: 
1. Fase I, rebliment final: representa l'últim moment geològic de l'abric que, bàsicament, es defineix com una fase amb sedimentació lenta formada sobretot per fragments estalagmítics i loess al·lòctons.
2. Fase II, fase de degoteig: caracteritzada per doms que es transformen en gours reomplerts de fàcies de baixa energia.
3. Fase III, fase de cornisa basal: formada per sediments gravitatoris de Waterline. Aquesta fase correspon als nivells I i H
4. Fase IV: caiguda de grans blocs
5. Fase V: dipòsits formats per la caiguda de blocs que s'alternen amb episodis de sedimentació per aigua[cal citació]

## Context climàtic
Les investigacions recents en aquest espai han permès, mitjançant les anàlisis pol·líniques realitzades per F. Burjachs i Julià, determinar a grans trets les tendències climàtiques del moment, ja que les espècies vegetals resulten indicadores de qualitat a l'hora de determinar les dinàmiques paleoecològiques.
- 70.200-65.500 abans del present. Representa les fases més càlides de l'ocupació, en què el pol·len arbori assoleix el 88 per cent del total representat. Els principals tàxons termòfils són Quercus i Olea phillyrea.
- 65.000-56.800 abans del present. Inici de l'expansió de Pinus: assoleix una representació del 72 per cent i Juniperus, així com d'artemísies i Poaceae, que caracteritzen tota la seqüència.
- 56.800-49.500 abans del present. Així com l'anteriorment descrita, es caracteritza per les artemísies, poàcies i pins. No obstant, també s'han datat els tàxons termòfils que suggereixen moments càlids dins d'aquest moment fred.
- 49.500-46.200 abans del present. Durant aquesta fase, s'observen els nivells més baixos de pol·len arbori amb un domini d'Asteraceae, poàcies i artemísies. Amb aquesta vegetació, es pot inferir un clima àrid i fred.
- 46.200-40.800 abans del present. En aquesta fase, es detecta un escalfament caracteritzat per l'expansió de Pinus i Juniperus, així com l'augment dels tàxons termòfils Quercus I Olea phillyrea.

## Troballes arqueològiques
L'agost del 1909, l'arqueòleg afeccionat, Amador Romaní Guerra sota la direcció de, Lluís Maria Vidal i Norbert Font i Sagué, varen iniciar les tasques d'excavació d'aquesta estació prehistòrica.Després, a partir del 1950, dirigit pel doctor Eduard Ripoll i Henry de Lumley van continuar les excavacions durant uels anys 50 i 60. A partir de l'agost del 1983 el Departament de Prehistòria de la Universitat Rovira i Virgili amb la col·laboració d'Eudald Carbonell entre altres arqueòlegs reprengueren les tasques d'excavació.
El fet de quedar les restes de fusta cobertes per una surgència d'aigua molt rica en carbonat de calci ha provocat la formació d'una crosta de travertí que ha permès la conservació de la fusta, cosa realment excepcional en tot el món. Aquestes restes permeten conèixer, per exemple, de quina manera tallaven un arbre els neandertals o com organitzaven la seva vida. En aquest sentit, s'hi ha localitzat un centenar d'eines de fusta i unes 300 fogueres, per la qual cosa es considera un dels jaciments arqueològics més importants d'Europa en contextos neandertals pel que fa a les restes de fogars trobats.
S'hi ha trobat també el negatiu d'una peça llarga de fusta, d'uns cinc metres de llarg i d'un gruix de 6 cm en un extrem i 3 cm a l'altre, i amb una antiguitat superior als 55.000 anys, que s'ha identificat com una branca de pi emprada per a construir una cabana dins de l'abric.
El 25 d'agost de 2022, durant la celebració dels quaranta anys d'excavacions al jaciment, es va anunciar la primera troballa de restes humanes: fragments d'un crani de neandertal de 60.000 anys d'antiguitat (parts dels ossos parietal, temporal i zigomàtic), fet que situava l'Abric Romaní entre els jaciments arqueològics més importants del món per conèixer el comportament social i cultural dels neandertals. El 19 d'agost de 2024 es corregí aquesta afirmació, reconeixent que es va produir un error i que les restes trobades eren realment el fragment de crani d'un cérvol.

## Indústria lítica

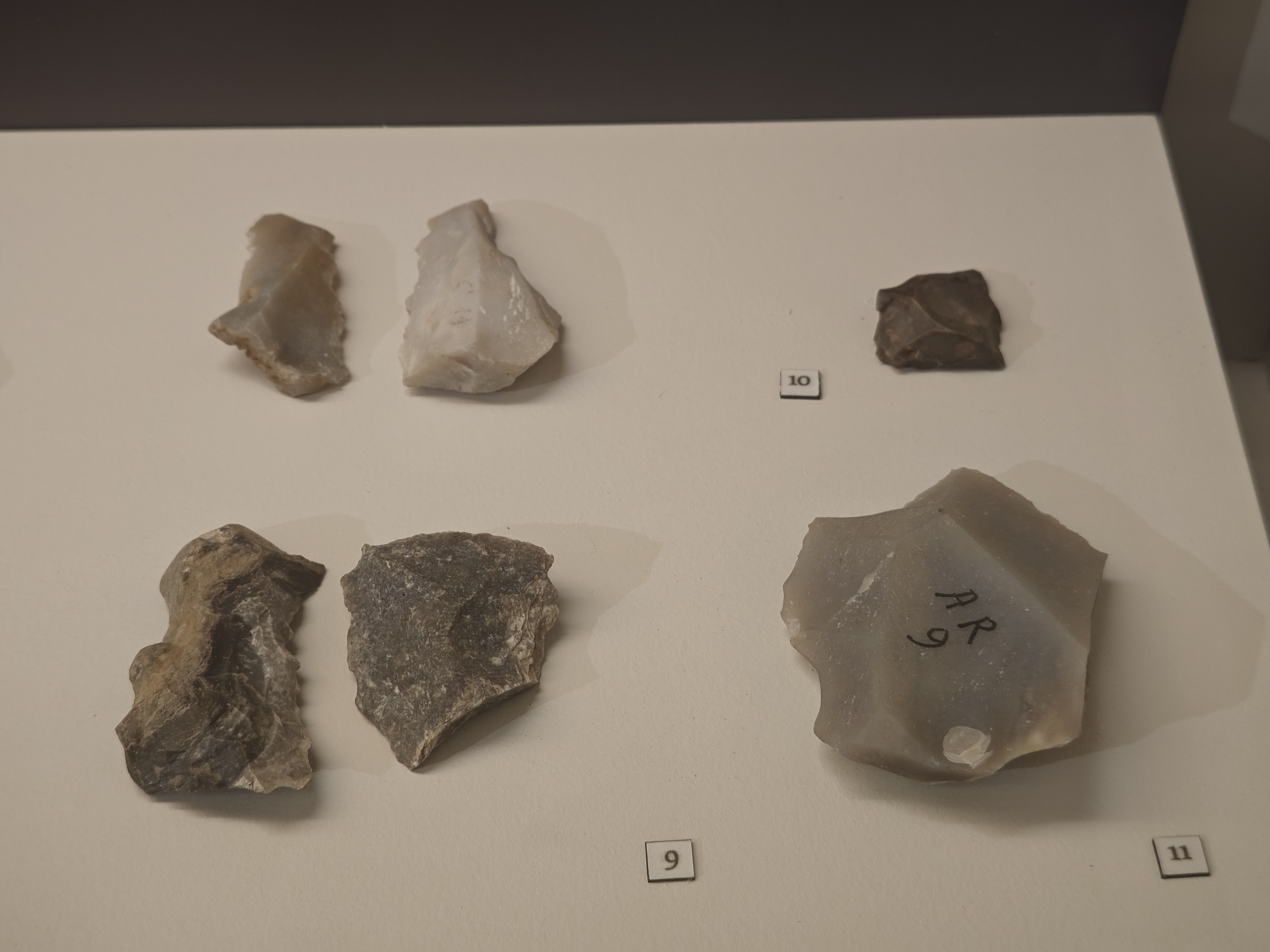
MAC-BCN 10.Punta de Tayac de sílex. 11.Nucli de sílex Mosterià. Abric Romaní

En un context global i si es té en compte tota la seqüència, s'ha pogut observar certa variabilitat pel que fa a les cadenes operatives tècniques. A partir d'aquestes cadenes operatives, han pogut distingir-se dos tipus d'ocupació. Per un costat, les ocupacions de curta durada, caracteritzades per acumulacions individuals de cascuna de les activitats portades a terme en el jaciment; per altra banda, les de llarga durada, caracteritzades per una major complexitat representada per cadenes operatives tècniques completes. Les anàlisis dutes a terme han pogut determinar una funcionalitat per a tals objectes destinada al processament de vegetals i al processament de fauna, tant de pells com de processament de biomassa animal. Segons els estudis tecnològics, els grups que van ocupar l'abric Romaní explotaven els materials més pròxims a l'abric, ja que haurien possibilitat la seva utilització immediata, com és el cas de les calcàries, travertins, quars, etc. Aquests tipus de materials han proporcionat cadenes operatives completes, mentre que altres materials utilitzats, com el sílex de millor qualitat, procedeix de llocs més llunyans i no s'abandonen fins que no s'han desgastat totalment.

## Evidències zooarqueològiques

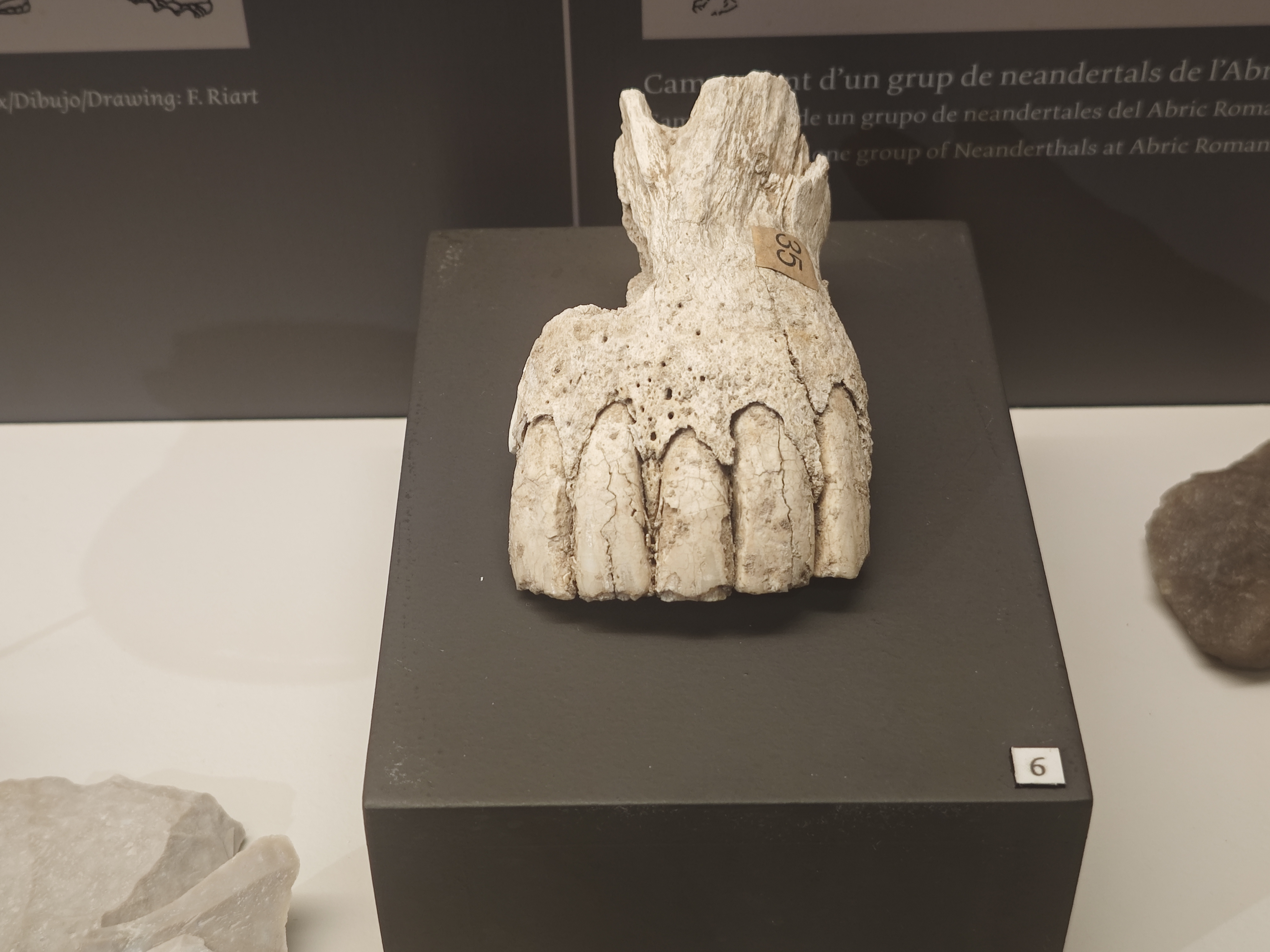
MAC-BCN Maxil·lar superior de cavall. Mosterià. Abric Romaní

En general, el registre mostra poca variabilitat taxonòmica i una continuïtat diacrònica pel que fa als patrons d'aprofitament de la biomassa animal. Els tàxons que apareixen de forma reiterada en tots els nivells són els èquids i els cèrvids. Alguns altres també tenen una representació significativa, però apareixen de manera menys regular i amb un nombre menor de restes, tals com: bòvids, rinoceronts, Caprinae i Sus scrofa. S'ha observat que la major variabilitat taxonòmica apareix al sostre de la seqüència estratigràfica (conjunt II). S'han identificat també algunes espècies d'origen no antròpic com Leporidae, Panthera leo, Lynx o d'altres com aus o micromamífers. Les causes de les diferències deposicionals de les restes de fauna guarden una correlació directa amb la duració de cada ocupació i la manera en què s'exploten els animals de talla gran i els de talla més petita. Els animals grossos passen, en primer lloc, un procés de d'esquarterament en els llocs de captació; en canvi i segons els investigadors, els de talla mitjana i petita s'haurien transportat directament a l'abric. L'argument utilitzat per a tal inferència és la quantificació diferenciada de les parts esquelètiques de cada tàxons trobades dins l'abric.

## Estructures de combustió
S'han pogut identificar les estructures de combustió de cadascun dels nivells; aquestes es distribueixen en general, per tot l'abric. S'han documentat una mitjana de dinou fogars per cadascun dels set nivells excavats en extensió. La major part d'aquests són plans; alguns aprofiten les concavitats que es formen en la superfície de travertí, d'altres estan configurats per blocs, d'altres amb plaquetes, plans i en cubetes.
Als nivells de curta duració com H o I, els fogars són majoritàriament plans i sense blocs i es localitzen en les depressions naturals. Per altra banda, als nivells amb ocupacions de més llarga durada, com el J, hi ha fogars associats i superposats, i alguns estan configurats per blocs o plaquetes.

## Resultats antracològics
En general, l'anàlisi antracològica mostra poca variabilitat, que és una característica que es repeteix en les diferents fases d'ocupació. Principalment s'hi documenten un 90 per cent de coníferes i més d'un 70 per cent de Pinus sp., segons la fase. Probablement, el 99 per cent dels fragments corresponen a Pinus tipus sylvestris/nigra i el percentatge corresponent a les coníferes és indeterminable. S'ha de considerar els processos post-deposicionals com un dels agents que afecten més l'estat actual dels carbons i, en conseqüència, la seva determinació. Els canvis quantitatius entre els diferents nivells respecte als fragments determinables i indeterminables, es deuen a l'estat de conservació i a les dimensions dels fragments.
L'única espècie que s'ha pogut definir segons els criteris anatòmics convencionals és Pinus uncinata que, segons les seves característiques, reflecteix les condicions de fred rigorós sota les quals creix aquesta espècie. Pinus sylvestris és l'espècie que mostra una major extensió durant l'últim període glacial, relacionant-lo amb les condicions fredes i seques que el caracteritzen. En latituds més baixes, per a un període fred del Plistocè superior interpreta que els pins que apareixen són Pinus nigra ssp. salzamannii; basant-se en les condicions climàtiques i les dades que procedeixen d'altres disciplines, ha pogut definir per a aquesta època un canvi d'altitud dels pisos de la vegetació.
Cal considerar que els elements arqueològics de l'abric Romaní són producte de 10.000 anys d'activitat antròpica, amb uns nivells arqueològics ben definits estratigràficament. Des d'aquesta perspectiva, cal considerar els encontorns d'aquest abric com un territori dominat principalment per espècies de pi de muntanya que es caracteritzen per viure en climes freds, i que es mantenen durant aquests 10.000 anys d'ocupacions. Els estudis semblen indicar, que cf. Juniperus, podria haver estat un tàxon de caràcter local. En alguns nivells com en els del conjunt IV, que corresponen a fases fredes, també s'hi ha documentat espècies amb una representació significativa, com ara: Quercus sp., Olea/Phillyrea, així com tàxons termòfils com Pistacia, Erica, Cistus i Juglans. El nivell D és el que presenta una variabilitat més significativa que, segons els investigadors, es podria deure a una millora de les condicions climàtiques, que n'haurien afavorit la proliferació. En general, les dades obtingudes indiquen la presència d'una formació arbòria de pins poc densa i de caràcter obert, que hauria permès el creixement d'arbusts i d'espècies heliòfiles. De fet, els estudis palinològics tendeixen a assenyalar que els arbres haurien format petites agrupacions.
Es tenen proves directes i indirectes de la utilització de la fusta com a matèria primera per a la producció d'estris de caràcter domèstic o la fabricació d'objectes apuntats. Les evidències directes es defineixen segons criteris morfomètrics, el seu estat de carbonització, així com la localització espacial i la relació entre elements. Les evidències indirectes són les fonts etnogràfiques i les traces d'utilització caracteritzades en la indústria lítica. Els fragments recuperats que no han estat carbonitzats presenten extrems apuntats i els investigadors pensen que podrien haver estat configurats. De fet, proposen que aquests utensilis haurien estat destinats a la producció de llances. Els estudis traceològics realitzats sobre la indústria lítica indiquen que els productes retocats haurien estat utilitzats per al treball sobre fusta.

## Model d'ocupació
Les llargues cadenes operatives lítiques relacionades amb la fauna de l'abric Romaní en indiquen una complexitat estructural en l'obtenció, transport i consum dels animals que, per les seves característiques i similituds en la distribució espacial dels diferents materials, podem associar a les comunitats de caçadors recol·lectors del Paleolític superior. Per tant, aquests grups de neandertals suggereixen una capacitat de previsió elevada, capaços de crear un mapa mental que interrelacioni de manera dinàmica tots els processos encaminats a la reproducció.
La complexitat de les ocupacions de neandertals es pot contrastar gràcies a les connexions de diferents cadenes operatives, segons les formes d'obtenció d'aliments, tant de la caça com de la recol·lecció, així com en la forma que tenen d'organitzar l'espai i efectuar el consum per tal de poder reproduir les condicions socials de la comunitat. Els patrons recurrents en les tècniques de producció apunten a uns comportaments complexos i ben apresos entre les comunitats de neandertals. La capacitat d'organització social d'aquests homínids s'hauria basat en la capacitat de mantenir grups cohesionats, en territoris on haurien practicat un cert nomadisme, ocupant de manera cíclica espais prèviament coneguts. Segons aquests investigadors, almenys pel que fa a l'estadi isotròpic 3, els grups de neandertals que ocuparen aquest abric s'haurien diferenciat molt poc dels primers Homo sapiens que van arribar a Europa.

## Cronologia de l'activitat arqueològica
Cronologia de l'activitat arqueològica a l'Abric Romaní
- 1909 Descoberta de l'abric com a jaciment arqueològic per Amador Romaní
- 1909 - 1930 Treballs d'Amador Romaní a la cova
- 1909-11 Tipus d'actuació: Excavació. Direcció i patrocini: A. Romaní, Lluís Marià Vidal, Norbert Font i Sagué i M. Cazurro hi treballen sota el patrocini de l'Institut d'Estudis Catalans.

- 1956-62 Tipus d'actuació: Excavació. Direcció: E. Ripoll amb la col·laboració de G. Laplace (1959) i H. de Lumley (1961).

- 1975 Tipus d'actuació: Revisió de la seqüència estratigràfica arqueològica. Direcció: E. Ripoll i M. Llongueras, revisió de la seva estratigrafia.

- 1983 Tipus d'actuació: Excavació. Promotors: La Generalitat de Catalunya i el Servei d'Arqueologia. Director: Eudald Carbonell Roura .Subvencions: Aportades pel Servei d'Arqueologia i l'Ajuntament de Capellades

- 1984 Tipus d'actuació: Excavació. Promotors: La Generalitat de Catalunya i el Servei d'Arqueologia. Directors: Rafael Mora Torcal i Eudald Carbonell Roura. Subvencions: portades pel Servei d'Arqueologia i l'Ajuntament de Capellades

- 1985 Tipus d'actuació: Excavació. Promotors: La Generalitat de Catalunya i el Servei d'Arqueologia. Directors: Rafael Mora Torcal i Eudald Carbonell Roura. Subvencions: portades pel Servei d'Arqueologia i l'Ajuntament de Capellades.

- 1986 Tipus d'actuació: Excavació. Promotors: La Generalitat de Catalunya i el Servei d'Arqueologia. Directors: Rafael Mora Torcal i Eudald Carbonell Roura. Subvencions: Aportades pel Servei d'Arqueologia i l'Ajuntament de Capellades..

- 1987 Tipus d'actuació: Excavació. Promotors: La Generalitat de Catalunya i el Servei d'Arqueologia. Directors: Rafael Mora Torcal i Eudald Carbonell Roura Subvencions: Aportades pel Servei d'Arqueologia i l'Ajuntament de Capellades.

- 1987 Tipus d'actuació: Documentació, extracció de mostres per anàlisis palinològiques Promotors: Generalitat de Catalunya / Servei d'Arqueologia Participants: Director / Rafael Mora Torcal Extracció de mostres per anàlisis palinològiques.

- 1988 Tipus d'actuació: Excavació Promotors: La Generalitat de Catalunya i el Servei d'Arqueologia Directors: Rafael Mora Torcal i Eudald Carbonell Roura Subvencions: Aportades pel Servei d'Arqueologia.

- 1989 Tipus d'actuació: Excavació Promotors: Universitat de Barcelona, Dept. Geografia i Història. Camp de Tarragona. Director: Eudald Carbonell Roura Subvencions: Aportades pel Servei d'Arqueologia.

- 1990 Tipus d'actuació: Excavació Promotors: Universitat de Barcelona i l'Institut d'Arqueologia i Prehistòria Directors: Artur Cebrià i Escuer i Eudald Carbonell Roura Subvencions: Servei d'Arqueologia

- 1991 Tipus d'actuació: Excavació Promotors: Els directors Directos: Artur Cebrià i Escuer i Eudald Carbonell Roura Subvencions: Servei d'Arqueologia

- 1992 Tipus d'actuació: Excavació Promotors: Els directors Directors: Artur Cebrià i Escuer i Eudald Carbonell Roura Subvencions: Servei d'Arqueologia
- 1993 Tipus d'actuació: Excavació Promotors: Eudald Carbonell i Roura Directors: Artur Cebrià i Escuer i Eudald Carbonell Roura
- 1994 Tipus d'actuació: Excavació Promotors: Eudald Carbonell i Roura Directors: Artur Cebrià i Escuer i Eudald Carbonell Roura

- 1995 Tipus d'actuació: Excavació Promotors: Universitat Rovira i Virgili, Dept. Geografia, Història i Filosofia Directors: Artur Cebrià i Escuer i Eudald Carbonell Roura

- 1996 Tipus d'actuació: Excavació Promotors: Universitat Rovira i Virgili, Dept. Geografia, Història i Filosofia Directors: Artur Cebrià i Escuer i Eudald Carbonell Roura

- 1997 Tipus d'actuació: Excavació Promotors: Universitat Rovira i Virgili, Dept. Geografia, Història i Filosofia Directors: Artur Cebrià i Escuer i Eudald Carbonell Roura

- 1998 Tipus d'actuació: Excavació Promotors: Universitat Rovira i Virgili, Dept. Geografia, Història i Filosofia Directors: Artur Cebrià i Escuer i Eudald Carbonell Roura

- 1999 Tipus d'actuació: Excavació Promotors: Universitat Rovira i Virgili, Dep. Geografia, Història i Filosofia Directors: Artur Cebrià i Escuer i Eudald Carbonell Roura

- 1999 Tipus d'actuació: Excavació Promotors: La Generalitat de Catalunya i Servei d'Arqueologia Directora: Montserrat Esteban Nadal
- 2000 Tipus d'actuació: Excavació Promotors: Universitat Rovira i Virgili, Dep. Història i Geografia Director: Eudald Carbonell i Roura

- Inici del projecte d'investigació "Abric Romaní - Cingles del Capelló 2001 - 2003"
- 2001 Tipus d'actuació: Excavació Promotors: Universitat Rovira i Virgili, Dep. Història i Geografia Director: Eudald Carbonell i Roura

- 2002 Tipus d'actuació: Excavació Promotors: Universitat Rovira i Virgili, Dep. Història i Geografia Director: Eudald Carbonell i Roura

- 2003Tipus d'actuació: Excavació Promotors: Universitat Rovira i Virgili / Dep. Història i Geografia Director: Eudald Carbonell i Roura

- 2004 Tipus d'actuació: Excavació Promotors: Universitat Rovira i Virgili, Dep. Història i Geografia Director: Eudald Carbonell i Roura

- 2005Tipus d'actuació: Excavació Promotors: Universitat Rovira i Virgili, Dep. Història i Geografia Director: Eudald Carbonell i Roura

- 2006 Tipus d'actuació: Excavació Promotors: Universitat Rovira i Virgili, Dep. Història i Geografia Director: Eudald Carbonell i Roura

- 2008 Tipus d'actuació: Excavació Promotors: Universitat Rovira i Virgili, Dep. Història i Geografia Director: Eudald Carbonell i Roura

- 2009 Tipus d'actuació: Excavació Promotors: Universitat Rovira i Virgili, Dep. Història i Geografia Director: Eudald Carbonell i Roura

- 2009 Tipus d'actuació: Documentació Promotors: "BATABAT" Treball arqueològic i recreació/simulació a l'abric Romaní per al programa "Sota Terra"